# Palača Patačić-Puttar u Varaždinu
Palača Patačić-Puttar u Varaždinu monumentalna je uglovna jednokatna palača (sjevernim pročeljem okrenuta Kapucinskom trgu a istočnim Zagrebačkoj ulici) L tlocrtnog oblika, sa značajkama stila Luja XVI. Ubraja se među najljepše kasnobarokne palače grada Varaždina. Izgrađena je krajem 18. st. na mjestu ranije postojećih triju manjih zgrada. Spajanje tih tri korpusa u jedinstveni arhitektonski i stambeni kompleks provedeno je oko 1767. god., vjerojatno od strane varaždinskog graditelja rokoko stila Jakova Erbera. Oba ulična pročelja karakteriziraju ukrasi u žbuci oko prozorskih otvora na katu, pilastarski istaci i štuko-ornamenti, impozantan veliki kameni portal ukrašen grbom, te na uglu istaknuti erker.

## Zaštita
Pod oznakom Z-903 zavedeno je kao nepokretno kulturno dobro - pojedinačno, pravna statusa zaštićena kulturnog dobra, klasificirano kao "stambena građevina".